# Anne Geelhaar
Anne Geelhaar (* 5. April 1914 in Tuchorza, Kreis Bomst, Preußen, heute Siedlec, Polen; † 12. April 1998 in Berlin) war eine deutsche Kinderbuchautorin. Sie verfasste auch Drehbücher für Folgen von Unser Sandmännchen und für den DEFA-Kinderfilm Das singende, klingende Bäumchen. Sie war Trägerin des Theodor-Körner-Preises, des Alex-Wedding-Preises und des Vaterländischen Verdienstordens.

## Leben
Anne Geelhaar (geb. als Tochter des Magistratsangestellten Heinrich Pelchen, 1878–1964) ging in Magdeburg zur Schule, dort anschließend Ausbildung als Setzerin, ab 1932 Redaktionsvolontariat, arbeitete 1950–1957 in Berlin als Redakteurin der ABC-Zeitung, ab 1956 als freiberufliche Autorin. Sie verfasste fast 60 Kinderbücher, die vor allem in der DDR in über vier Millionen Exemplaren erschienen sind.

## Werke (Auswahl)

### Bücher, Bilderbücher und Erzählungen
- Till Eulenspiegel. 1953
- Die stolze Gigaka. 1956
- Vom Springinkel und den goldenen Kühen. 1957
- Andreas mit der Schulmappe. 1959
- Sechs in einem Ring. 1960
- Gänschen Dolli. 1961
- Der Schneemann sucht eine Frau. 1961
- mit Ingeborg Meyer-Rey: Hans Fröhlich und das Vogelhaus. 1961
- Knirps und Stefan. 1962
- Hinterm Busch zwei lange Ohren. 1962
- Im Blaubeerwald. 1965
- Filip und die Schäfermaxi. 1966
- Das Sternenschiff. 1967
- Es geschah in Marianow. 1970
- Der Brief aus Odessa. 1970
- Komm lieber Mai und mache. 1971
- Die Regenbogenwiese. 1972
- Häschen Schnurks. 1973
- Der kleine Kommandeur. 1974
- Der Prinz von Hovinka. 1974
- Da sangen die Gänse. 1975
- In die Welt hinaus. Episoden und Bilder aus dem Leben des jungen Goethe. 1977
- Forelle Goldbauch. 1979
- Köpfchen, mein Köpfchen. 1979
- Das Mädchen unterm Rosenbaum. 1980
- Die Puppe im Moos. 1982
- Das Murmeltier und der Bär. 1988
- Das grüne Pferd. 1989
- Das singende klingende Bäumchen. 1993
- Oma auf dem Regenbogen. 1994

### Nacherzählungen
- Till Eulenspiegel, für Kinder ausgewählt und neu erzählt. 1953
- Der gehörnte Siegfried und andere Volksbücher. 1956
- Fortunat und seine Söhne, sieben Volksbücher. 1959
- Der Hirt. 1967
- Die sieben Schwaben und andere Volksbücher. 1968
- Jockel Rotbauch. 1971
- Kjambaki. 1973
- Das Märchenhaus. 1979
- Vogel Titiako. 1982
- Der Affenbaum. 1986
- Bambusblüte. 1987

### Drehbücher
- Das singende klingende Bäumchen. 1956
- Der Tierkindergarten. 1962
- Die bunte Mütze. 1964
- Der kleine Kommandeur. 1973